# 米里亚姆·莱克斯曼
米里亚姆·莱克斯曼（1972年12月2日—）是斯洛伐克政治人物。她是基督教民主運動成员。米里亚姆·莱克斯曼在從政前，曾在政治非营利组织国际共和学会工作。2020年2月，米里亚姆·莱克斯曼擔任歐洲議會議員。米里亚姆·莱克斯曼因多次发表與新疆相关言论，2021年3月22日，中华人民共和国外交部宣布对米里亚姆·莱克斯曼等10名人员和4个实体实施制裁。